# Juntos, el show de la mañana
Juntos fue un programa de televisión chileno emitido en horario matinal por Canal 13, y conducido por Luis Jara y Karla Constant entre marzo de 2007 y diciembre de 2008. Su lema era el show de la mañana y se emitía de lunes a viernes de 8:00 a 11:30 de la mañana. 
Pretendía ser un estelar matinal, cambiando el clásico escenario de un living de una casa por un gran estudio de tipo estelar, con pantalla gigante y escenario.

## Historia
Juntos se estrenó el 1 de marzo de 2007 a las 8:00 AM, sucediendo al matinal satélite Festival de Vivi del Mar, conducido por Vivi Kreutzberger durante el Festival de Viña del Mar 2007. 
Sus conductores en un principio iban a ser Luis Jara y la cantante mexicana Yuri, pero se desistió en último momento en contratar a la intérprete azteca y se optó por reemplazar a esta última por Karla Constant y Eli de Caso. El 31 de diciembre de 2007, Eli de Caso participa por última vez en Juntos, ya que no renovó contrato para el año 2008.
En enero de 2008, es animado temporalmente por Cristián Sánchez y Diana Bolocco, mientras los animadores oficiales están de vacaciones. Para el Festival de Viña del Mar 2008 se sumó Jennifer Warner a la conducción.

## Secciones
En el programa se han realizado secciones como el concurso "A usted ¿Quién lo mandó?", que revive la clásica fórmula de ¿Cuánto vale el show?, con diversos panelistas, entre los que se encontró Nicole Moreno, la sección de cocina con Virginia Demaria, y 50 años, sección presentada por Marcelo Comparini en donde se exhibían videos antiguos de la televisión chilena, debido al cincuentenario de su lanzamiento.

## Fin del programa
Durante varios meses y debido a la baja considerable de audiencia se comenzaron a crear nuevas estrategias para el matinal el cual, a pesar de tener un rostro conocido y querido por el público, no cumplía con las expectativas de Canal 13. 
El 24 de diciembre de 2008 el programa emitió su último programa, actualmente no se encuentra al aire. Fue reemplazado a partir de marzo de 2009 por el segundo ciclo de Viva la mañana.